# Schlatt-Haslen
Schlatt-Haslen is een gemeente en plaats in het Zwitserse kanton Appenzell Innerrhoden.
Schlatt-Haslen telt 1.107 inwoners.
Appenzell · Gonten · Oberegg · Schlatt-Haslen · Schwende-Rüte
- Historisch woordenboek van Zwitserland: 001316
- MusicBrainz: 0e2f0416-ae42-47ca-9e90-822ae51aadae
- Virtual International Authority File: 248292787